# قوشا
قوشا (به لاتین: Qoşa) یک منطقه مسکونی در جمهوری آذربایجان است که در شهرستان تووز واقع شده است. قوشا ۱۶۷ نفر جمعیت دارد.